# Füzesabony
Füzesabony [fyzešaboň] je město v Maďarsku v župě Heves. Od župního města Egeru se nachází asi 14 km jižně a je správním městem stejnojmenného okresu. V roce 2018 zde žilo 7 412 obyvatel. Podle údajů z roku 2001 zde bylo 98 % obyvatel maďarské a 2 % romské národnosti.
Poblíže města prochází dálnice M3. Nejbližším městem je Mezőkövesd, poblíže jsou též obce Dormánd, Kerecsend, Maklár, Mezőtárkány a Szihalom.